# Alexei Petrowitsch Popogrebski

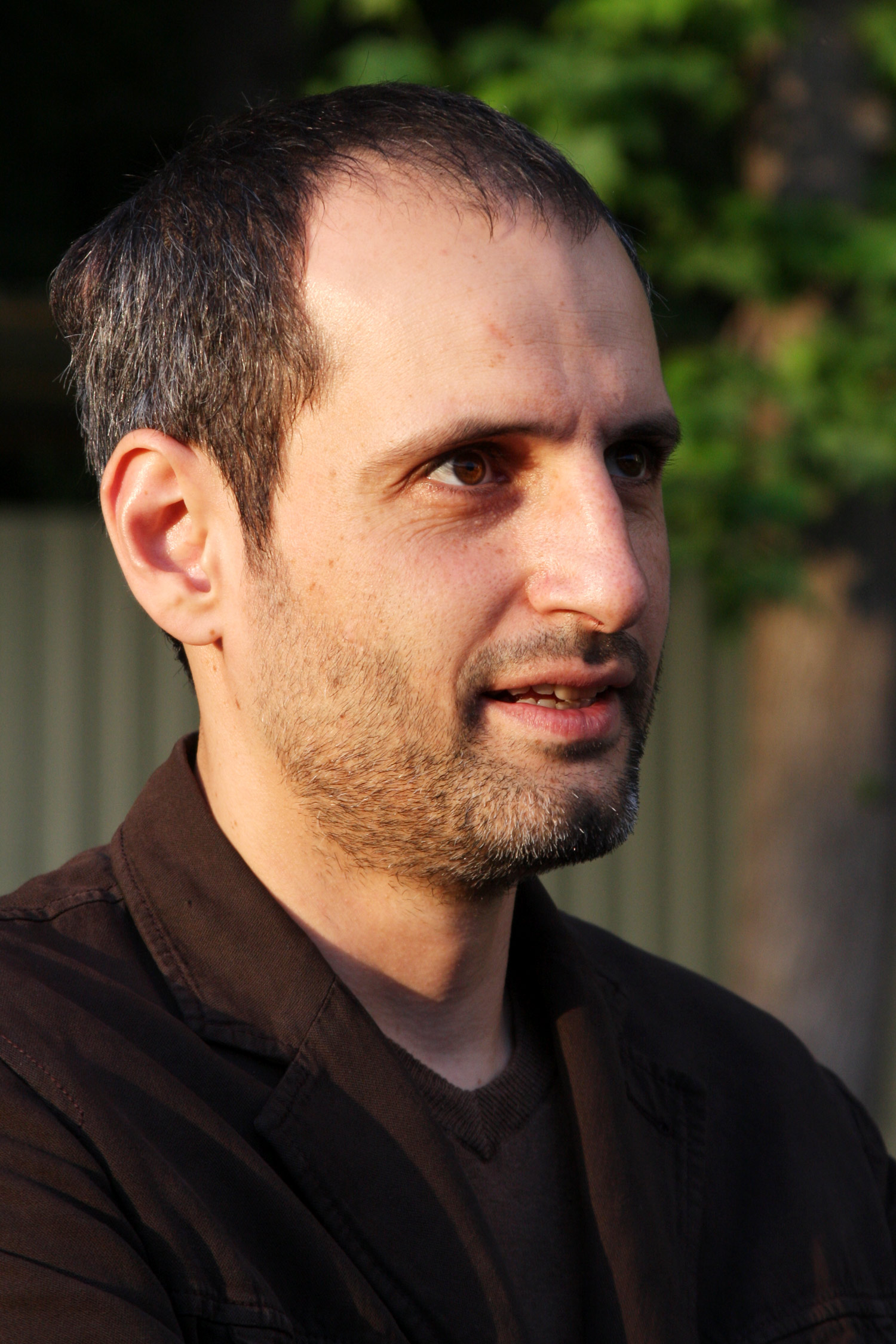
Alexei Popogrebski (2010)

Alexei Petrowitsch Popogrebski (russisch Алексей Петрович Попогребский; * 7. August 1972 in Moskau) ist ein russischer Filmregisseur und Drehbuchautor.

## Biografie
Alexei Popogrebski, Sohn des Drehbuchautors Peter Popogrebski, wurde in der Sowjetunion geboren. Er begann ein Studium der Psychologie an der Staatlichen Universität Moskau, das er 1995 beendete. Später arbeitete er als Übersetzer. Gemeinsam mit dem gleichaltrigen Boris Chlebnikow, Absolvent der Moskauer Filmhochschule WGIK, zeigte sich Popogrebski für Regie und Drehbuch des Dokumentarfilms Mimochod (1997) und des Kurzfilms Tricky Frog (2000) verantwortlich.
Der Durchbruch als Filmregisseur ebnete beiden das gemeinsame Spielfilmdebüt Koktebel (2003). Das Roadmovie erzählt die Geschichte eines verwitweten, alkoholkranken Vaters und seines 11-jährigen frühreifen Sohnes, die von Moskau in die titelgebende Stadt an der Krim reisen, um dort bei Verwandten neu anzufangen. Die Idee zum Film war bereits 1995 entstanden, drei Jahre später hatte eine erste Drehbuchfassung vorgelegen. Popogrebski und Chlebnikow reichten das Skript 2001 erfolgreich zum internationalen Drehbuchwettbewerb European PitchPoint ein. Im gleichen Jahr erhielt man staatliche Förderungen des russischen Kulturministeriums.
Nach mehreren Expeditionen zu Originalschauplätzen fanden die Dreharbeiten vom Oktober bis November 2002 in verschiedenen ländlichen Gebieten in Russland und der Ukraine statt. Die Hauptrollen übernahmen Igor Tschernewitsch und Gleb Puskepalis, Sohn des bekannten Theaterregisseurs Sergei Puskepalis. Der deutsche film-dienst sollte Koktebel später als „stimmungsvolle, atmosphärisch hingetupfte, philosophisch grundierte Geschichte“ loben, die ähnlich wie Andrei Swjaginzews Goldener-Löwe-Gewinner The Return – Die Rückkehr (2003) eine neue Innerlichkeit im russischen Kino repräsentieren würde. 2004 wurde Popogrebskis und Chlebnikows Regiearbeit als bester Film für den Nika, Russlands nationalen Filmpreis, nominiert und brachte den beiden Filmemachern mehrere weitere internationale Filmpreise ein, unter anderem bei der philippinischen Cinemanila in Manila und auf dem Wiesbadener GoEast-Festival.
Nach Koktebel trennten sich die künstlerischen Wege von Popogrebski und Chlebnikow. Vier Jahre später gelang es dem Russen als allein verantwortlicher Regisseur des Spielfilms Prostyje weschtschi (2007) an den vorangegangenen Erfolg anzuknüpfen. In der Tragikomödie (internationaler englischsprachiger Titel: Simple Things), die ähnlich wie Cristi Puius Der Tod des Herrn Lazarescu den tristen Alltag in Osteuropa einfängt, schlüpfte Theaterregisseur Sergei Puskepalis in die Rolle eines 40-jährigen Anästhesisten, der sich um eine schwangere Ehefrau zu kümmern hat. Unter einer Midlife Crisis leidend, trifft er auf einen pensionierten Schauspieler (gespielt von Leonid Bronewoi), der ihm im Tausch für finanzielle Unabhängigkeit um Sterbehilfe bittet. Der aus Medium Shots und extremen Großaufnahmen bestehende Film wurde durch die Figurenkonstellation von Koktebel und Popogrebskis Familie inspiriert, die aus vielen Medizinern besteht. Kritiker lobten Prostyje weschtschi als „intime, genau beobachtete Geschichte“ und für seine Darsteller-Leistungen. Popogrebskis Film gewann mehrere internationale Auszeichnungen, darunter 2007 der Preis der Ökumenischen Jury und den FIPRESCI-Preis auf dem Internationalen Filmfestival von Karlovy Vary sowie die Hauptpreise des russischen Filmfestivals Kinotaur in Sotschi und des Europäischen Filmfestivals von Angers.
Nach einem kurzen Ausflug ins russische Fernsehen stellte Popogrebski 2010 mit How I Ended This Summer seinen dritten Spielfilm fertig. Wie die zwei vorangegangenen Werke war dieser von Roman Borissewitsch und dessen Filmfirma Koktebel produziert worden, der bei Popogrebskis titelgebenden Spielfilmdebüt auch als Kameramann fungiert hatte. Der Psychothriller wurde auf der Tschuktschen-Halbinsel abgedreht und berichtet von einem erfahrenen Meteorologen und dessen jungen Praktikanten, die isoliert die letzte Wache auf einer Polarstation am Arktischen Ozean verbringen. Für den Film hatte sich Popogrebski von den Tagebüchern Nikolai Pinegins inspirieren lassen, die der Regisseur aus seiner Jugend kannte. Pinegin hatte Georgi Sedow auf dessen tragisch endenden Polarexpedition (1912–1914) begleitet. How I Ended This Summer erhielt 2010 eine Einladung in den Wettbewerb der 60. Internationalen Filmfestspiele von Berlin und gewann die Silbernen Bären für die beiden Hauptdarsteller Grigori Dobrygin und Sergei Puskepalis sowie für die Kameraarbeit von Pawel Kostomarow. Weitere Auszeichnungen waren die Hauptpreise der Filmfestivals von London und Chicago (jeweils 2010) sowie der Goldene Adler der Russischen Filmakademie in den Kategorien Bester Film und Bestes Drehbuch (2011). 2011 entstand unter Mitwirkung von Dobrygin der siebenminütige Fantasyfilm Bloodrop 3D.

## Filmografie
- 1997: Mimochod (Мимоход) (Dokumentarfilm)
- 2000: Tricky Frog (Kurzfilm)
- 2003: Koktebel (Коктебель)
- 2007: Prostyje weschtschi (Простые вещи, deutsch: Einfache Dinge)
- 2010: How I Ended This Summer (Как я провел этим летом)
- 2011: Bloodrop 3D (Kurzfilm)

## Auszeichnungen (Auswahl)
- 2003: Spezialpreis der Jury des Internationalen Filmfestivals Moskau für Koktebel
- 2003: Philip Morris Award des Internationalen Filmfestivals Karlovy Vary für Koktebel
- 2004: Goldene Lilie des GoEast-Filmfestivals für Koktebel
- 2004: Großer Preis der Jury des Cinemanila International Film Festivals für Koktebel
- 2004: Nika-Nominierung für Koktebel (Bester Film)
- 2007: FIPRESCI-Preis und Preis der Ökumenischen Jury des Internationalen Filmfestivals Karlovy Vary für Prostyje weschtschi
- 2007: Großer Preis, Regie- und Drehbuchpreis des Sochi Open Russian Film Festivals für Prostyje weschtschi
- 2007: Silberner Prometheus des Tbilisi International Film Festivals für Prostyje weschtschi
- 2008: Europäischer Jurypreis des Angers European First Film Festival für Prostyje weschtschi
- 2010: Preis des Auswärtigen Amts und FIPRESCI-Preis auf dem GoEast-Filmfestival für How I Ended This Summer
- 2010: Bester Film des London Film Festivals für How I Ended This Summer
- 2010: Gold Hugo des Chicago International Film Festival für How I Ended This Summer
- 2010: Nika-Nominierung für How I Ended This Summer (Bestes Drehbuch)
- 2011: Goldener Adler der Russischen Filmakademie für How I Ended This Summer (Bester Film, Bestes Drehbuch)